# Papiro dramático del Ramesseum
El papiro dramático del Ramesseum, papiro Ramesseum B o Papiro B) es un papiro de la época de la dinastía XII de Egipto descubierto en 1896, entre un conjunto de textos médicos, por James Edward Quibell en la "tumba del mago", probablemente, la tumba de fosa de un sacerdote lector, del Ramesseum. Un fragmento del rollo, le fue concedido al Museo Británico por Alan Gardiner, en 1929.
El papiro está escrito en el recto, en jeroglífico lineal y difiere de los papiros médicos. Es llamado papiro dramático porque contiene cuarenta y seis escenas de texto, complementadas por treinta y una viñetas con escenas que representan las instrucciones para una liturgia en honor de Sesostris I, c. 1971 a. C., probablemente los rituales para la coronación del faraón, con anotaciones sobre sus precedentes míticos y significado divino. El texto está presentado en forma de columnas verticales que alternan con los dibujos, títulos y algún texto horizontal. Para el historiador André Degaine, sería algo así como los "cuadernos de un director teatral" donde entran lo que hay que recitar, las réplicas, las acotaciones escénicas o las ilustraciones de puesta en escena. En 1928, Kurt Sethe publicó un estudio sobre el papiro dramático del Ramesseum y la piedra de Shabako, comentado en 1954 por Étienne Drioton. Sus conclusiones han permitido atestiguar, a partir de estos documentos, la existencia de un teatro del Antiguo Egipto próximo, en alguna forma, a los misterios de nuestra Edad Media. Estos supuestos, sin embargo, son discutidos por otros autores, debido a la rareza de los fragmentos estudiados. Este es el caso de David Lorand que lo ve más en un contexto de propaganda, justificando la llegada de Sesostris I después del asesinato de su padre. ji